# بوستان (سغد)
بوستان (ایشکلی) یک منطقهٔ مسکونی در تاجیکستان است که در ولایت سغد واقع شده‌است.